# 영어권
앵글로스피어(영어: Anglosphere) 또는 영어권(英語圈)은 영어를 주요 언어로 사용하는 지역을 일컫는다. 한때 영국의 식민지였던 곳이 많다. 현재, 영어는 약 60여 주권국에서 공용어로 사용되고 있지만, 인구의 대다수가 영어를 모국어로 하는 국가들은 영국, 아일랜드, 미국, 퀘벡주를 제외한 캐나다, 뉴질랜드, 오스트레일리아이다. 이상 6개국이 대표적인 영어권으로 여겨진다.

영어가 공용어 또는 사실상 공용어이며, 제1언어로 사용되는 지역들.
영어가 공용어이지만 주요 언어가 아닌 지역.

## 영어권 국가 목록
| 나라           | 지역       | 인구        |
| -------------- | ---------- | ----------- |
| 뉴질랜드       | 오세아니아 | 4,569,840   |
| 미국           | 북아메리카 | 320,668,000 |
| 아일랜드 주 1  | 유럽       | 4,609,600   |
| 영국           | 유럽       | 64,800,000  |
| 오스트레일리아 | 오세아니아 | 23,966,800  |
| 캐나다 주 2    | 북아메리카 | 35,675,834  |

| 나라                  | 지역                  | 인구          |
| --------------------- | --------------------- | ------------- |
| 가나                  | 아프리카              | 23,478,000    |
| 가이아나              | 남아메리카 / 카리브   | 746,900       |
| 감비아                | 아프리카              | 1,709,000     |
| 그레나다              | 카리브                | 106,000       |
| 나미비아              | 아프리카              | 2,074,000     |
| 나우루                | 오세아니아            | 10,000        |
| 나이지리아            | 아프리카              | 170,123,740   |
| 남수단                | 아프리카              | 8,260,490     |
| 남아프리카 공화국     | 아프리카              | 47,850,700    |
| 도미니카 연방         | 카리브                | 73,000        |
| 라이베리아            | 아프리카              | 3,750,000     |
| 레소토                | 아프리카              | 2,008,000     |
| 르완다                | 아프리카              | 9,725,000     |
| 마셜 제도             | 오세아니아            | 59,000        |
| 말라위                | 아프리카              | 13,925,000    |
| 모리셔스              | 아프리카 / 인도양     | 1,262,000     |
| 몰타                  | 유럽                  | 412,600       |
| 미크로네시아 연방     | 오세아니아            | 111,000       |
| 바누아투              | 오세아니아            | 226,000       |
| 바베이도스            | 카리브                | 294,000       |
| 바하마                | 카리브                | 331,000       |
| 벨리즈                | 중앙아메리카 / 카리브 | 288,000       |
| 보츠와나              | 아프리카              | 1,882,000     |
| 사모아                | 오세아니아            | 188,359       |
| 세이셸                | 아프리카 / 인도양     | 87,000        |
| 세인트루시아          | 카리브                | 165,000       |
| 세인트빈센트 그레나딘 | 카리브                | 120,000       |
| 세인트키츠 네비스     | 카리브                | 50,000        |
| 솔로몬 제도           | 오세아니아            | 506,992       |
| 수단                  | 아프리카              | 31,894,000    |
| 에스와티니            | 아프리카              | 1,141,000     |
| 시에라리온            | 아프리카              | 5,866,000     |
| 싱가포르              | 아시아                | 4,839,400     |
| 앤티가 바부다         | 카리브                | 85,000        |
| 에리트레아            | 아프리카              | 5,224,000     |
| 에티오피아            | 아프리카              | 82,101,998    |
| 우간다                | 아프리카              | 30,884,000    |
| 인도                  | 아시아                | 1,143,540,000 |
| 자메이카              | 카리브                | 2,714,000     |
| 잠비아                | 아프리카              | 11,922,000    |
| 짐바브웨              | 아프리카              | 13,349,000    |
| 카메룬                | 아프리카              | 18,549,000    |
| 케냐                  | 아프리카              | 37,538,000    |
| 키리바시              | 오세아니아            | 95,000        |
| 탄자니아              | 아프리카              | 40,454,000    |
| 통가                  | 오세아니아            | 100,000       |
| 투발루                | 오세아니아            | 11,000        |
| 트리니다드 토바고     | 카리브                | 1,333,000     |
| 파키스탄              | 아시아                | 180,000,000   |
| 파푸아 뉴기니         | 오세아니아            | 6,331,000     |
| 팔라우                | 오세아니아            | 20,000        |
| 피지                  | 오세아니아            | 827,900       |
| 필리핀                | 아시아                | 90,457,200    |
| 홍콩                  | 아시아                | 7,392,000     |

1.^  아일랜드는 전체적으로 영어권이나, 골웨이는 아일랜드어 사용자가 다수이다. 그 밖의 게일 어구에는 많은 아일랜드어 사용자가 있다. 또한 인구의 40% 이상은 아일랜드어를 읽고, 쓰고 말할 수 있으나 인구의 대다수(약 94%)는 영어가 모국어이다.
2.^  캐나다에는 두개의 공용어, 영어와 프랑스어, 가 있다. 전체적으로 영어권이나 퀘벡주, 뉴브런즈윅주를 포함한 다른 여러 주에서도 프랑스어가 모국어로 쓰인다.

## 같이 보기
- UKUSA
- 에셜론(ECHELON)